# عملية مايتري
 عملية مايتري (بالإنجليزية: Operation Amity) هي عملية إنقاذ وإغاثة في نيبال من قبل الحكومة الهندية والقوات المسلحة الهندية في أعقاب زلزال نيبال 2015. وقد استجابت الهند في غضون 15 دقيقة من حدوث الزلزال. بدأت العملية في 26 أبريل 2015.